# Nadczynność przysadki
Nadczynność przysadki (łac. hyperpituitarismus) – choroba przedniego płata przysadki mózgowej polegająca na nadmiernym wydzielaniu jej hormonów. Spowodowana jest najczęściej obecnością gruczolaka nadmiernie wydzielającego hormony przysadki, innymi przyczynami mogą być hormonalnie czynny rak, rozrost przysadki albo zaburzenia funkcji podwzgórza. Gruczolaki przysadki stanowią około 10% wszystkich guzów wewnątrzczaszkowych. Objawy kliniczne z nimi związane uzależnione są od rodzaju wydzielanego w nadmiarze hormonu (czasami występuje niedoczynność z powodu zniszczenia struktur sąsiednich) oraz od powiększania się masy guza: wzrostu ciśnienia śródczaszkowego (bóle głowy, wymioty) i ucisku na skrzyżowanie nerwów wzrokowych (ubytki w polu widzenia). Najczęściej rozwija się guz prolaktynowy (łac. prolactinoma), który powoduje nadmierne wydzielanie prolaktyny i w rezultacie hipogonadyzm hiperprolaktynowy. Gruczolaki produkujące hormon wzrostu (łac. somatotropinoma) mogą powodować gigantyzm i akromegalię, a guzy wydzielające hormon adrenokortykotropowy (łac. corticotropinoma) – zespół Cushinga.